# Fred Frame
Pour les articles homonymes, voir Frame.

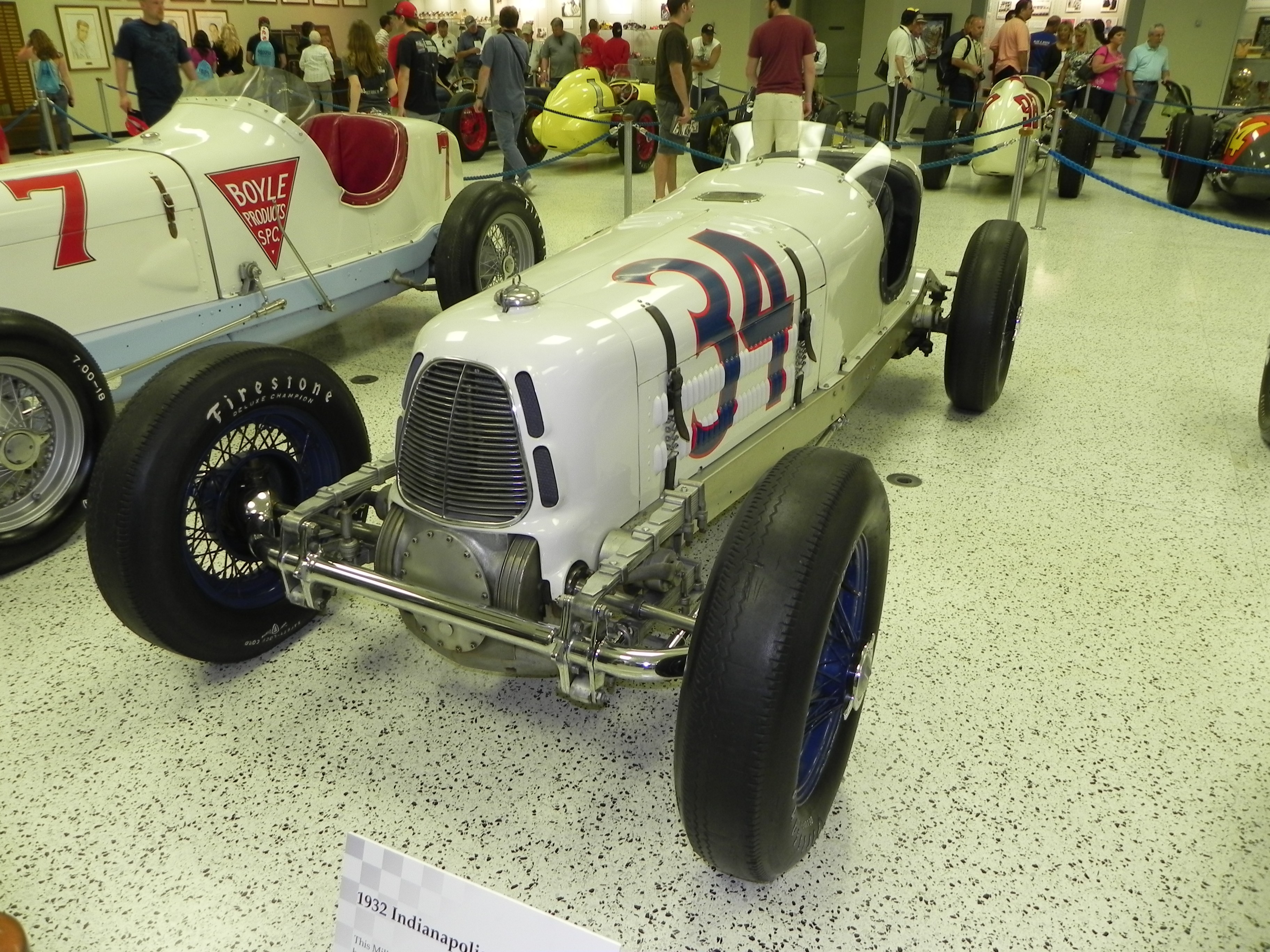
La Wetteroth-Miller de Frame, victorieuse à l'Indy 500 de 1932 (IMS Hall of Fame Museum).

Fred Frame, né le 3 juin 1894 à Exeter (New Hampshire) et mort le 25 avril 1962 à Hayward (Californie), était un pilote automobile américain.

## Biographie
Il disputa précocement sa première course sur le circuit d'Ascot Park (en) en 1915 en Californie, en reconvertissant alors totalement une Ford T classique.
Sa première victoire eut lieu quelques années plus tard sur le circuit de Santa Maria. Il devint professionnel dans la foulée.
Sa carrière en championnat américain de course automobile de l'AAA s'étala ensuite de 1927 à 1938 : il disputa 25 courses du championnat (exclusivement sur Miller et Duesenberg), ne remportant que la plus prestigieuse d'entre elles, les 500 miles d'Indianapolis. Il termina cependant deuxième à Detroit en 1928, à Altoona en 1929, ainsi qu'à Elgin en 1933.
Il survécut à un grave accident de stock-car à Oakland en 1939, ainsi forcé de mettre un terme définitif à sa carrière.

## Classements
- Vice-champion USAC National Championship (en) en 1931 (sur Duesenberg) et 1932 (sur Miller-Hartz, Gardner, Duesenberg, et également Frame de sa conception);
  - 4e en 1929.

## Résultats à l'Indy 500
- Victoire à l'édition 1932 (sur Wetteroth-Miller, pour le team d'Harry Hartz -seconde victoire de ce dernier après celle de 1930-) ;
- 2e en 1931 ;
- 4 "top 10" ;
- 8 participations entre 1927 et 1936.

## Distinctions
- New England Auto Racers Hall of Fame en 2004.

## Source
- (nl) Cet article est partiellement ou en totalité issu de l’article de Wikipédia en néerlandais intitulé « Fred Frame » (voir la liste des auteurs).